# Кэти Кин (телесериал)
«Кэти Кин» (англ. Katy Keene) — американский телесериал, основанный на персонаже комиксов Арчи. Шоу разрабатывается главным креативным директором Archie Comics Роберто Агирре-Сакаса для телеканала The CW. Проект является спин-оффом сериала «Ривердейл».Сериал расскажет о юной девушке Кэти, которая работает в магазине "Lacy's", но хочет стать дизайнером.
7 января 2020 года канал The CW заказал дополнительно 13 эпизодов. Премьера сериала состоялась 6 февраля 2020 года на канале The CW. В июле 2020 года сериал закрыли после первого сезона.

## Актёры и персонажи
- Люси Хэйл в роли Кэти Кин — начинающий модельер, пытающийся сориентироваться в Нью-Йорке.
- Эшли Мюррэй в роли Джози МакКой — певица, автор песен, преследующая свои музыкальные мечты в "Большом Яблоке". Этот персонаж был впервые представлен в телесериале «Ривердейл».
- Джонни Бошам в роли Хорхе/Джинджер Лопес — начинающий бродвейский исполнитель, который хочет поднять свою карьеру драгиста на новый уровень.
- Джулия Чан в роли Пеппер Смит — девушка с загадочным прошлым, которая хочет стать владельцем следующей империи моды.
- Камилла Хайд в роли Александры Кэбот — влиятельная нью-йоркская светская львица, которая пытается подняться в компанию своего отца.
- Люсьен Лависконт в роли Александра Кэбота — генеральный директор компании своего отца, мечтающий возродить мёртвый лэйбл.
- Зейн Хольц в роли Ко Келли — боксёр и давний парень Кэти, который мечтает бороться в чемпионате в полусреднем весе в Мэддисон Сквер Гарден и сводит концы с концами, как личный тренер и вышибала.
- Кэтрин ЛаНаса в роли Глории Грандбилт — личный покупатель в роскошном универмаге Lacy’s, который обслуживает богатых и знаменитых и где работает Кэти.

## Обзор сезонов
| Сезон | Сезон | Эпизоды | Дата показа    | Дата показа | Рейтинг Нильсона | Рейтинг Нильсона       |
| Сезон | Сезон | Эпизоды | Премьера       | Финал       | Ранк             | Зрители США (миллионы) |
| ----- | ----- | ------- | -------------- | ----------- | ---------------- | ---------------------- |
|       | 1     | 13      | 6 февраля 2020 | 14 мая 2020 | TBA              | TBA                    |

## Список эпизодов

### Сезон 1 (2020)
| № общий | № в сезоне | Название                                                                                                | Режиссёр             | Автор сценария                       | Дата премьеры   | Произв. код | Зрители в США (млн) |
| --- | ---------- | --- | -------------------- | ------------------------------------ | --------------- | ----------- | ------------------- |
| 1 | 1          | «Глава 1: Однажды в Нью-Йорке» «Chapter One: Once Upon a Time in New York»                              | Мэгги Кили           | Роберто Агирре-Сакаса & Майкл Грасси | 6 февраля 2020  | T82.01001   | 0.62                |
| Четверо начинающих художников из Ривердейла пытаются сделать все возможное, чтобы воплотить свои мечты о большом успехе на Бродвее. |            | |                      |                                      |                 |             |                     |
| 2 | 2          | «Глава 2: Ты не можешь торопить любовь» «Chapter Two: You Can't Hurry Love»                             | Стив Эделсон         | Майкл Грасси                         | 13 февраля 2020 | T82.10102   | 0.53                |
| Главная героиня не может сбежать от своей личной жизни даже на работе. Тем временем Хорхе оказывается отрезан от бродвейского сообщества и теперь ему придется решить, готов ли он прекратить выступления в роли Джинджер. |            | |                      |                                      |                 |             |                     |
| 3 | 3          | «Глава 3: Что бывает с теми, у кого разбито сердце» «Chapter Three: What Becomes of the Broken Hearted» | Гарри Жиержиан       | Шона МакГарри                        | 20 февраля 2020 | T82.10103   | 0.52                |
| На фоне небольших разногласий между нею и Ко, Кэти пытается идеально подготовиться ко Дню Святого Валентина. Тем временем Ко надеется сделать что-то хорошее для своих соседей, однако только еще больше усугубляет ситуацию. |            | |                      |                                      |                 |             |                     |
| 4 | 4          | «Глава 4: Здесь восходит солнце» «Chapter Four: Here Comes the Sun»                                     | Памела Романовски    | Алина Мэнкин                         | 27 февраля 2020 | T82.10104   | 0.45                |
| Кэти решает уйти с головой в работу, надеясь таким образом спрятаться от личной жизни, однако неприятности не оставляют девушку ни на минуту даже здесь. Она заручается поддержкой Пеппер, чтобы та помогла ей найти дизайнера, а между тем Хорхе начинает сомневаться в своих отношениях. |            | |                      |                                      |                 |             |                     |
| 5 | 5          | «Глава 5: Песня зимней ночи» «Chapter Five: Song for a Winter's Night»                                  | Райан Шираки         | Лео Ричардсон                        | 5 марта 2020    | T82.10105   | 0.48                |
| Лелея надежду поступить в школу моды, Кэти, тем не менее, отлично понимает, что ей необходимо рекомендательное письмо. Поэтому девушка решает обратиться за помощью к Глории, которая требует от нее в обмен идеальное платье. Тем временем напряжение достигает своей критической точки, когда Джози и Пеппер вступают в открытый конфликт, а Хорхе нарушает правило Кэти номер один.                       |            | |                      |                                      |                 |             |                     |
| 6 | 6          | «Глава 6: Мама сказала» «Chapter Six: Mama Said»                                                        | Чарльз Рандольф-Райт | Дэвид Картер                         | 12 марта 2020   | T82.10106   | 0.51                |
| Пытаясь спастись психологически, Кэти вновь пытается уйти с головой в работу, однако там ее ждет лишь очередная сложная ситуация с клиентами. Тем временем Пеппер поражается полученному недавно предложению, а Хорхе узнает, что может уступить свое место победителю драг-квинн шоу, поэтому решает раскрыть правду о Джинджер. Однако реакция матери становится для него весьма серьезной неожиданностью. |            | |                      |                                      |                 |             |                     |
| 7 | 7          | «Глава 7: Поцелуй Спайдервумен» «Chapter Seven: Kiss of the Spider Woman»                               | Грегори Смит         | Роберто Агирре-Сакаса                | 19 марта 2020   | T82.10107   | 0.46                |
| Глория давит на Кэти, уговаривая ее создать свадебное платье, которое бы изменило профессиональную жизнь девушки. Хорхе отказывается прекращать свою карьеру, а потому устраивает новое шоу. Джози пытается справиться с разочарованием, а Пеппер обращается за помощью к Александру и Ксандре. |            | |                      |                                      |                 |             |                     |

## Производство

### Разработка
В августе 2018 года Роберто Агирре-Сакаса раскрыл, что занимается разработкой другого сериала из вселенной «Ривердейла» для телеканала The CW. 23 января 2019 года The CW заказал пилотный выпуск сериала, который будет «рассказывать о жизни и любви четырёх знаковых персонажей Archie Comics — в том числе легендарной модницы Кэти Кин — пока они следуют своим мечтам в Нью-Йорке». 4 февраля 2019 года было объявлено, что Эшли Мюррэй, которая играла Джози МакКой в «Ривердейле», получила одну из главных ролей в этом сериале, покинув Ривердейл.

## Примечание
1. ↑  Nellie Andreeva. katy-keene-13-script-order-ahead-of-premiere-the-cw-lucy-hale. DEADLINE. Дата обращения: 7 января 2020. Архивировано 8 января 2020 года.
2. ↑  Andy Swift, Andy Swift. The CW Sets Katy Keene Series Premiere Date, Plus New Seasons of Roswell and Legends of Tomorrow (англ.). TVLine (8 ноября 2019). Дата обращения: 2 декабря 2019. Архивировано 8 ноября 2019 года.
3. ↑  Lesley Goldberg. 'Riverdale' Spinoff 'Katy Keene' Canceled at The CW (англ.). The Hollywood Reporter (2 июля 2020). Дата обращения: 3 июля 2020. Архивировано 3 июля 2020 года.
4. ↑  Metcalf, Mitch. Updated: ShowBuzzDaily's Top 150 Thursday Cable Originals & Network Finals: 2.6.2020. Showbuzz Daily (7 февраля 2020). Дата обращения: 7 февраля 2020. Архивировано из оригинала 8 февраля 2020 года.
5. ↑  Metcalf, Mitch. Updated: ShowBuzzDaily's Top 150 Thursday Cable Originals & Network Finals: 2.13.2020. Showbuzz Daily (14 февраля 2020). Дата обращения: 14 февраля 2020. Архивировано из оригинала 15 февраля 2020 года.
6. ↑  Metcalf, Mitch. Updated: ShowBuzzDaily's Top 150 Thursday Cable Originals & Network Finals: 2.20.2020. Showbuzz Daily (21 февраля 2020). Дата обращения: 24 февраля 2020. Архивировано из оригинала 21 февраля 2020 года.
7. ↑  Metcalf, Mitch. Updated: ShowBuzzDaily's Top 150 Thursday Cable Originals & Network Finals: 2.27.2020. Showbuzz Daily (28 февраля 2020). Дата обращения: 28 февраля 2020. Архивировано из оригинала 28 февраля 2020 года.
8. ↑  Metcalf, Mitch. Updated: ShowBuzzDaily's Top 150 Thursday Cable Originals & Network Finals: 3.5.2020. Showbuzz Daily (6 марта 2020). Дата обращения: 6 марта 2020. Архивировано из оригинала 7 марта 2020 года.
9. ↑  Metcalf, Mitch. Updated: ShowBuzzDaily's Top 150 Thursday Cable Originals & Network Finals: 3.12.2020. Showbuzz Daily (13 марта 2020). Дата обращения: 13 марта 2020. Архивировано из оригинала 17 марта 2020 года.
10. ↑  Metcalf, Mitch. Updated: ShowBuzzDaily's Top 150 Thursday Cable Originals & Network Finals: 3.19.2020. Showbuzz Daily (20 марта 2020). Дата обращения: 20 марта 2020. Архивировано из оригинала 24 марта 2020 года.
11. ↑  Anthony D'Alessandro, Anthony D'Alessandro. ‘Riverdale’ EP On Season 3 Reveals, “A Very Different” Spinoff In The Works & ‘Sabrina’ – TCA (англ.). Deadline (6 августа 2018). Дата обращения: 12 июня 2019. Архивировано 24 августа 2018 года.
12. ↑  Nellie Andreeva, Nellie Andreeva. ‘Riverdale’ & ‘Jane’ Spinoffs, ‘Nancy Drew’ & ‘The Lost Boys’ Get the CW Pilot Orders (англ.). Deadline (24 января 2019). Дата обращения: 12 июня 2019. Архивировано 30 марта 2019 года.
13. ↑  'Riverdale's' Ashleigh Murray Joins 'Katy Keene' Spinoff (англ.). The Hollywood Reporter. Дата обращения: 12 июня 2019. Архивировано 5 февраля 2019 года.